# Gökhan Töre
Gökhan Töre, né le 20 janvier 1992 à Cologne en Allemagne, est un footballeur international turc, il joue au poste d'ailier à Adana Demirspor.

## Palmarès
- Championnat de Turquie : 2016